# Antoine Bruhier
Antoine Bruhier est un musicien et compositeur français de la Renaissance, actif au début du XVIe siècle. Il est l'auteur de nombreuses chansons profanes et d’œuvres religieuses - notamment un motet composé à l'occasion de l'entrevue de Bologne entre le roi de France François Ier et le pape Léon X, Vivite felices.

## Discographie
- Ensemble vocal Piffaro, Music from the Odhecaton, Dorian, 2002